# Ľudmila Cervanová
Ľudmila Cervanová (Piestany, Checoslovaquia, 15 de octubre de 1979) es una tenista eslovaca, profesional desde 1997.

## Biografía
Cervanová se licenció en el instituto en 1997, inmediatamente comenzó su carrera tenística. Se define a sí misma como una persona ambiciosa, muy trabajadora y un poco caprichosa. Sus lugares favoritos para visitar son París y Río de Janeiro.

## Ranking
Actualmente, y según el ranking de la WTA, Cervanová es la quinta jugadora eslovaca mejor situada, detrás de: Daniela Hantuchová, Martina Suchá, Jarmila Gajdošová y Henrieta Nagyova.